# Kvarnsjön (Ukna socken, Småland)
Kvarnsjön är en sjö i Västerviks kommun i Småland och ingår i Storåns huvudavrinningsområde. Sjön har en area på 0,166 kvadratkilometer och ligger 55,3 meter över havet. Sjön avvattnas av vattendraget Melbyån.

## Delavrinningsområde
Kvarnsjön ingår i det delavrinningsområde (644075-152969) som SMHI kallar för Mynnar i Storån. Medelhöjden är 58 meter över havet och ytan är 2,17 kvadratkilometer. Räknas de 3 avrinningsområdena uppströms in blir den ackumulerade arean 58,94 kvadratkilometer. Melbyån som avvattnar avrinningsområdet har biflödesordning 2, vilket innebär att vattnet flödar genom totalt 2 vattendrag innan det når havet efter 17 kilometer. Avrinningsområdet består mestadels av skog (58 procent) och jordbruk (24 procent). Avrinningsområdet har 0,17 kvadratkilometer vattenytor vilket ger det en sjöprocent på 7,6 procent.